# L'Amérique l'a échappé belle
Pour plus de détails, voir Fiche technique et Distribution.
L'Amérique l'a échappé belle (Laughing at Danger) est un film américain réalisé par James W. Horne, sorti en 1924.

## Fiche technique
- Réalisation : James W. Horne
- Scénario : Frank Howard Clark[1]
- Photographie : William Marshall
- Production : Carlos Productions, Truart Film Corporation
- Distributeur : Film Booking Offices of America
- Genre : Action, comédie dramatique et science-fiction
- Durée : 60 minutes
- Date de sortie : 23 novembre 1924

## Distribution
- Richard Talmadge : Alan Remington
- Joseph W. Girard : Cyrus Remington
- Joseph Harrington : Professeur Leo Hollister
- Eva Novak : Carolyn Hollister
- Stanhope Wheatcroft : Darwin Kershaw
- Bull Montana : Killer Murphy